# Maria Belo
Maria de Jesus de Andrade Belo (Lisboa, 27 de abril de 1938) é uma psicóloga, psicanalista e política portuguesa. Foi eurodeputada pelo Partido Socialista. Foi responsável pela moção de despenalização do aborto em Portugal.

## Percurso
Veio de uma família salazarista e católica praticante. Também numerosa, sendo uma de nove irmãos. Fez o curso de educadora de infância e ponderou ser freira. Belo saiu de Portugal em 1959, com 21 anos, com uma bolsa de estudo da Universidade Católica de Lovaina (Bélgica). Durante a sua tese, decidiu ir para Angola. Inicialmente, o seu plano era investigar crianças tribalizadas durante o Verão, mas acabou por ficar lá um ano. Nessa altura, com cerca de 24 ou 25 anos, começou a interessar-se por política. Quando regressou à Bélgica, serviu como assistente de psicologia na Universidade Católica de Lovaina durante três anos. Em 1968, foi para Paris estudar Psicanálise, onde ficou até 1974, altura em que regressou a Portugal.
Na sua tese de doutoramento defendeu o conceito do síndroma do “pai ausente” que aplicou à sociedade portuguesa. Desenvolveu a mesma teoria na obra ‘Filhos da Mãe’.
Tornou-se maçona em 1982, como parte de um grupo da Grande Loja Feminina de França. Em Setembro de 2004 foi eleita Grã-Mestra da Grande Loja Feminina de Portugal.

## Percurso Político
Militante do Partido Socialista desde 1979, foi eurodeputada entre 1989 e 1994 e membro da maçonaria. Em 1983, a sua proposta para a elaboração de um projeto de despenalização do aborto foi aprovada no congresso do PS. O projeto foi aprovado em janeiro do ano seguinte na Assembleia da República.
Em Maio de 2014, Belo manifestou o seu empenho na eleição do candidato do Livre, Rui Tavares.
Foi pioneira das quotas em Portugal mas reconheceu o que apelida de efeitos adversos da medida. Apesar disso, admitiu a necessidade de uma voz forte  feminina no parlamento que identifique as mulheres como verdadeiramente politicas. Belo admitiu igualmente a necessidade de uma voz forte  feminina no parlamento que cumpra o desígnio das mulheres verdadeiramente politicas.